# Блеск и нищета куртизанок
«Блеск и нищета́ куртиза́нок» (фр. Splendeurs et misères des courtisanes) — одно из произведений французского классика Оноре де Бальзака, входящее в «Сцены жизни Парижа» «Человеческой комедии». Книга была написана между 1838 и 1847 годами.

## Сюжет
Сюжет произведения развивается вокруг карьериста и приспособленца Люсьена Шардона де Рюбампре, впервые появившегося в образе нищего неудачника в романе «Утраченные иллюзии». Ныне же он вращается в высших кругах парижского общества. Секрет этого перевоплощения кроется в покровительстве всеми уважаемого аббата Карлоса Эррера, в действительности являющегося беглым каторжником по имени Жак Коллен. Люсьен влюблён в красавицу Эстер и втайне от представителей бомонда содержит её. Однако за покровительство «аббата» приходится платить: по его требованию Люсьен вынужден ухаживать за Клотильдой, наследницей состояния герцога де Гранлье. Эстер же «аббат» Эррера-Коллен решает буквально продать влюблённому в неё банкиру Нусингену.
Интриги и махинации «аббата» приводят к плачевным последствиям: Эстер принимает яд, а малодушный Люсьен, предавший любимую, оказывается в тюрьме. Там он свидетельствует против своего покровителя и вешается. Несмотря на близость полного разоблачения, аббату-самозванцу удаётся выйти сухим из воды и на этот раз. Он не только получает часть денег Эстер, завещанную ему Люсьеном, но и приобретает уважение в обществе: поступает на работу в тайную полицию, где и служит до почётной пенсии.

## Основные персонажи
- Вотрен / «аббат» Карлос Эррера (настоящее имя Жак Коллен) — беглый каторжник по прозвищу «Обмани-Смерть», выдающий себя за испанца Карлоса Эррера. Фигурирует в произведениях Бальзака: «Отец Горио» (1833), «Утраченные иллюзии» (1839), «Блеск и нищета куртизанок», драма «Вотрен» (1840)[1]. Является главой и казначеем тайной организации каторжников «Великие Фанандели» (les Grands Fanandels)[2].

Первое его появление произошло в «Отце Горио», где он предстал в качестве своеобразного наставника для молодого и неопытного студента Эжена де Растиньяка. Вотрен объяснил ему суть парижской жизни тех лет — честным трудом здесь не достичь ничего.
В «Утраченных иллюзиях» Вотрен встречает Люсьена Шардона (впоследствии в «Блеске и нищете куртизанок» ставшего Люсьеном Шардоном де Рюбампре) и спасает его от самоубийства. Он начинает покровительствовать прекрасному юноше и буквально делает из него светского льва.
Отцовское, но чересчур нежное отношение бывшего каторжника к молодым юношам, вкупе с отсутствием информации об отношениях с женщинами (кроме романа «Le Député d’Arcis», после смерти Бальзака оставшегося неоконченным и дописанным Шарлем Рабу), породило распространённое мнение, что Оноре де Бальзак вложил в своего героя гомосексуальные черты.
- Люсьен Шардон де Рюбампре — сквозной персонаж «Человеческой комедии». Бальзак знакомит своих читателей с Люсьеном в первой части романа «Утраченные иллюзии», где он представлен как избалованный девятнадцатилетний юноша из обедневшей семьи. Люсьен проходит через множество испытаний и унижений, связанных с крайне плохим материальным положением, и в конечном итоге фактически «ломается»: совершает попытку суицида, но его останавливает и берёт под опеку «аббат» Эррера.

В «Блеске и нищете куртизанок» Люсьен уже полностью попадает под влияние лжеаббата, даже несмотря на то, что знает правду о его прошлом. Он не препятствует совершению сделки Вотрена и Нусингена, а попав в тюрьму и поняв, что данные им показания могут разоблачить его благодетеля, Люсьен отказывается от них и совершает самоубийство.
- Эстер ван Гобсек — внучатая племянница ростовщика Гобсека, и, как выясняется после его смерти — единственная наследница его состояния. Она упоминается в нескольких произведениях «Человеческой комедии». Известно, что до встречи с Люсьеном все знали её как распутную девку Торпиль, но затем ради любимого она изменила свою жизнь. Склоняемая к связи с банкиром Нусингеном, Эстер клянётся покончить с собой в тот час, когда поддастся ему. Она выполняет свою клятву, выпив яд.
- Фредерик де Нусинген — банкир, муж Дельфины Нусинген, дочери Горио. Супруги изменяют друг другу направо и налево, так Дельфина являлась любовницей Растиньяка, а сам банкир часто проводит время с куртизанками. В данном романе Нусинген почти что до безумства влюбился в Эстер, случайно встреченную им в лесу.

## Дополнительная информация
В русском языке словосочетание «блеск и нищета» стало основой для образования однотипных выражений — «блеск и нищета…» (кого-либо, чего-либо), обозначая таким образом либо «взлёт и падение», либо величие и ущербность одновременно (как правило духовный упадок при внешних помпезности и величии).
Сергей Довлатов, назвавший свою статью «Блеск и нищета русской литературы» (1982), так объяснял причины этого: «В названии я использовал заглавие одного из романов Оноре де Бальзака — „Блеск и нищета куртизанок“. В сопоставлении литературы с дамой полусвета я не вижу ничего кощунственного, во всяком случае роль светской львицы более пристала литературе, нежели роль домохозяйки, воспитательницы подрастающего поколения или добросовестной служащей. С дамой полусвета литературу роднит ещё и то, что ценность её заключена в ней самой, а не в исповедуемых ею принципах. Это название кажется мне уместным ещё и потому, что в русской литературе на нынешнем этапе можно обнаружить одновременно черты бесспорного величия и несомненного убожества».
Также это выражение было использовано при переводе названий некоторых иноязычных произведений, в оригинале не имеющих отсылки к роману Бальзака (например, статьи Николаса Дж. Карра «Блеск и нищета информационных технологий» и научно-фантастического романа Эрвина Дертяна «Блеск и нищета кибернэросов»).

## Экранизации
Существует несколько экранизаций романа. В 1943 году по мотивам этого произведения и романа «Утраченные иллюзии» был поставлен фильм «Вотрен» с Мишелем Симоном в заглавной роли (режиссёр — Пьер Бийон). В 1975 году на французском телевидении Antenne 2 (France 2) совместно с Германией, Бельгией и Швейцарией был поставлен 9-серийный мини-сериал «Блеск и нищета куртизанок» (режиссёр Морис Казнёв).

## В России
Переводился несколько раз:
- Последнее воплощение Вотрена. Пер. Д. В. Аверкиева.-- В кн.: Бальзак О. Собр. соч. В 20-ти т. Т. II. СПб., 1898, с. 165--278.
- Блеск и нищета куртизанок. Пер. Б. А. Грифцова и В. Н. Владимирова. М., Гослитиздат, 1935. 477 с. (Бальзак О. Собр. соч. Под общ. ред. А. В. Луначарского и Е. Ф. Корша. Т. 10).
- Блеск и нищета куртизанок. [Историко-лит. коммент. Б. Грифцова]. Минск, Гизбел, 1938. 648 с.
- Блеск и нищета куртизанок. Пер. Н. Яковлевой. [Илл. В. Г. Бехтеева]. М., Гослитиздат, 1948. 584 с.
- Блеск и нищета куртизанок. Пер. Н. Г. Яковлевой.-- В кн.: Бальзак О. Собр. соч. В 15-ти т. Т. 9. Человеческая комедия. Сцены парижской жизни. [Пер. под. ред. С. И. Рошаль и А. В. Федорова]. М., 1954, с. 5-523.
- Блеск и нищета куртизанок. [Пер. Н. Г. Яковлевой. Под ред. С. И. Рошаль и А. В. Федорова. Коммент. И. А. Лилеевой]. М., Гослитиздат, 1957. 528 с. с илл.
- Блеск и нищета куртизанок. Пер. Н. Г. Яковлевой. [Ред. И. А. Лилеева]. Ч. 1--4. М., "Правда", 1960. 544 с. (Бальзак О. Собр. соч. В 24-х т. Т. 10).
- Блеск и нищета куртизанок. [Пер. Н. Г. Яковлевой. Предисл. И. А. Лилеевой]. М., "Известия", 1964. 567 с.

Инсценировка:
- Блеск и нищета куртизанок. Инсценировка в 4-х д. С. А. Радзинского. М., ВУОАП, 1956. 82 с.